# Шеги и Скуби-Ду лудују
Шеги и Скуби-Ду лудују (енгл. Shaggy & Scooby-Doo Get a Clue!) је америчка анимирана серија продуцирана од стране Ворнер брос. анимејшн, и представља десету цртану серију из Скуби Ду серијала, који је раније продуцирао студио Хана Барбера. Премијера серије одржала се 23. септембра 2006. и емитовано је две епизоде током суботњег блока Кидс Ворнер брос на каналу Си-Даблју. Ово је била последња анимирана серија од Хана Барбера ко-оснивача Џозефа Барбера пре његове смрти. Друга сезона серије емитовала се 6. септембра 2010. године на каналу Телетун у Канади.
Српска премијера серије била је на ТВ Ултра, са репризом на ТВ Хепи Кидс. Српску синхронизацију радио је студио Loudworks .
Серијал се поново емитује од зиме 2021. године на телевизији Б92 са српским титловима.